# Sam Clayton
Sam Clayton, né le  30 mars 1952 , est un chanteur et percussionniste afro-américain. Se consacrant principalement à la batterie, au conga et au djembé, tout au long de sa carrière musicale. Il est surtout connu comme chanteur et percussionniste du groupe de rock américain Little Feat depuis 1972. 

## Historique
Jeune homme, il a été influencé par la musique R & B et le gospel. Il est le frère de la chanteuse Merry Clayton et le beau-frère du flûtiste du jazz et saxophoniste Curtis Amy . 
Après avoir vu Lester Horton et les danseurs modernes "Zapata", il a été fasciné par le joueur de conga. Cependant, ce n’est qu’une occasion fortuite de rencontrer un groupe de musique pour une chanson sur les congas lors d’un dîner d’adieu, au moment où il était licencié de son emploi de dessinateur en génie électromécanique, que Clayton se vit offrir la chance rejoindre un groupe et jouer. Clayton a joué quelque temps avec Little Richard et s'est dit inspiré par "ce que Mongo Santamaría faisait avec Cal Tjader ".   
Little Feat 
Clayton a été initié à Little Feat, un groupe éclectique imprégné de rythmes du Sud, de funk, de jazz et de rock and roll, par son ami Kenny Gradney avec lequel il avait joué derrière Delaney & Bonnie et qui devait remplacer le bassiste d'origine Roy Estrada. Gradney a recommandé Clayton au groupe, sachant que les deux hommes avaient besoin de travail à la suite de la scission de Delaney & Bonnie à la suite de leur divorce. Le guitariste Paul Barrere a également rejoint la formation, élargissant ainsi le groupe à un sextet.   
Sam a fait ses débuts avec Little Feat sur leur troisième album Dixie Chicken en 1973. Il a également joué des concerts sur la chanson "Sweet Forgiveness" de Bonnie Raitt en 1977 sur son album du même nom. Au fil du temps, ses talents vocaux ainsi que ses percussions sont apparus, ce qui a donné au groupe un son plus funky. Bien qu'il ait rarement chanté au chant, ses voix de basse influencées par le scat étaient particulièrement présentes sur des titres tels que "Rock 'n' Roll Doctor" de Feats Don't Fail Me Now . Son premier chant principal avec le groupe était " Feel The Groove " de Down on the Farm en 1979, mais le groupe se sépara peu de temps après et la mort du fondateur, Lowell George, impliqua de ne pas se reformer avant 1987. 

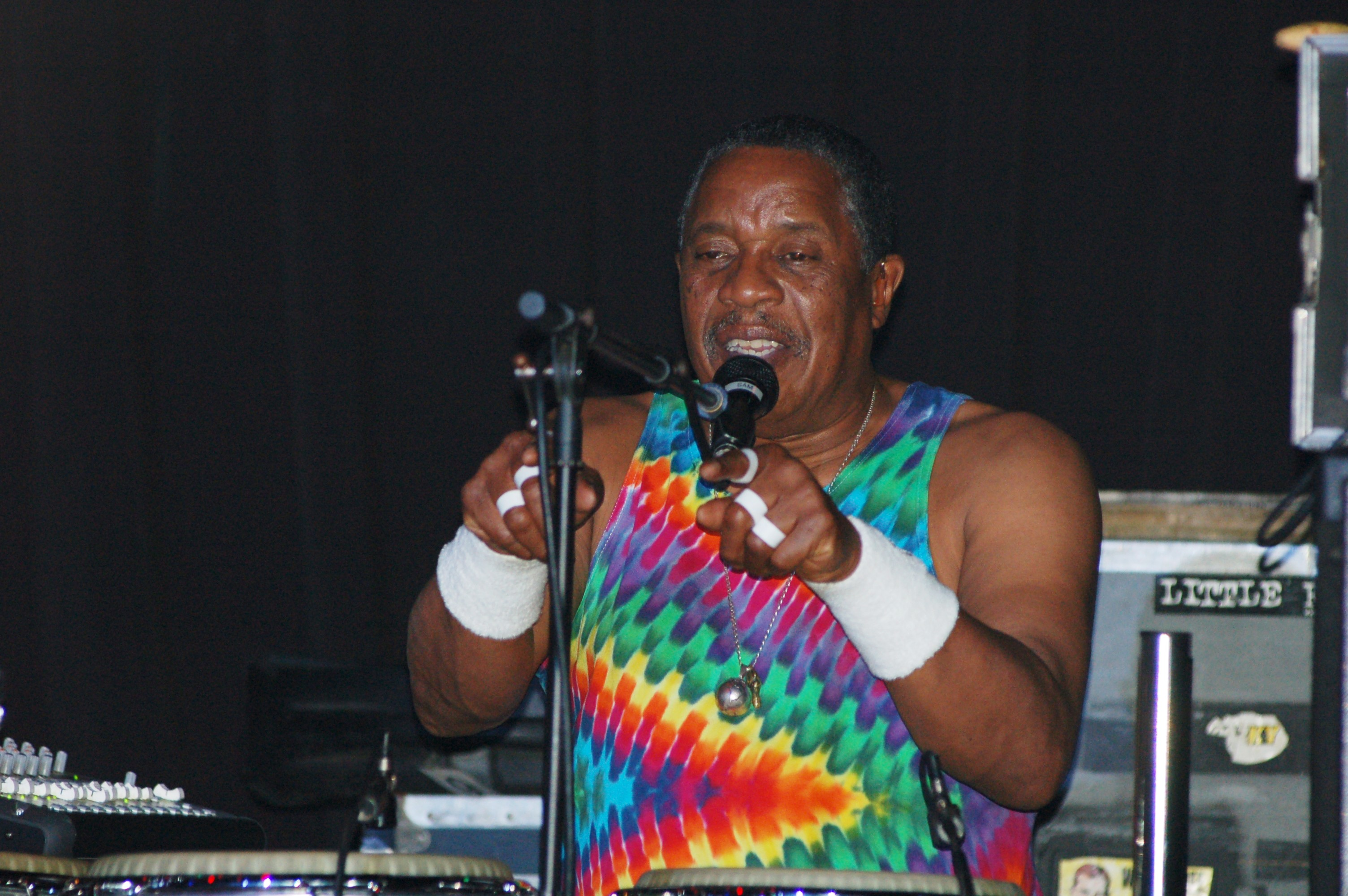
Clayton avec Little Feat; Juin 2008

Quand Little Feat a regroupé sa voix, la voix de Sam est devenue encore plus évidente sur des chansons comme "The Ingenue" (de Representing the Mambo ), "Romance Without Finance" et "That's A Pretty Good Love" (de Ain't Had Enough Fun ). Il chante également le classique de Lowell George " Spanish Moon " aux concerts de Little Feat. 

## Travail de session
Comme les autres membres de Little Feat, Clayton est également un musicien de session respecté et a joué avec Duane Allman, Jimmy Barnes, Jimmy Buffett, Valerie Carter, Freddie King, Robert Palmer, Bonnie Raitt, Bob Seger et Travis Tritt . 